# Silberturm
Der Silberturm (auch Silver Tower oder Silberling genannt) im Bahnhofsviertel von Frankfurt am Main ist einer der bekanntesten Wolkenkratzer der Mainmetropole. Von 1978 bis 1990 war der 166 Meter hohe Turm das höchste Hochhaus Deutschlands, bis er vom Frankfurter Messeturm übertroffen wurde. Bis 2008 diente der Silberturm als Konzernzentrale der Dresdner Bank und wird daher oft auch als Dresdner-Bank-Hochhaus oder nach seinem Standort als Jürgen-Ponto-Hochhaus bezeichnet. Nach einer umfassenden Sanierung nutzt seit dem 23. April 2012 die Deutsche Bahn mit dem konzerneigenen IT-Dienstleister DB Systel GmbH das Gebäude als Mieter. 2020 wurde es an das Wiener Unternehmen Imfarr gemeinsam mit der Schweizer SN Beteiligungen Holding AG verkauft.

## Lage und Geschichte

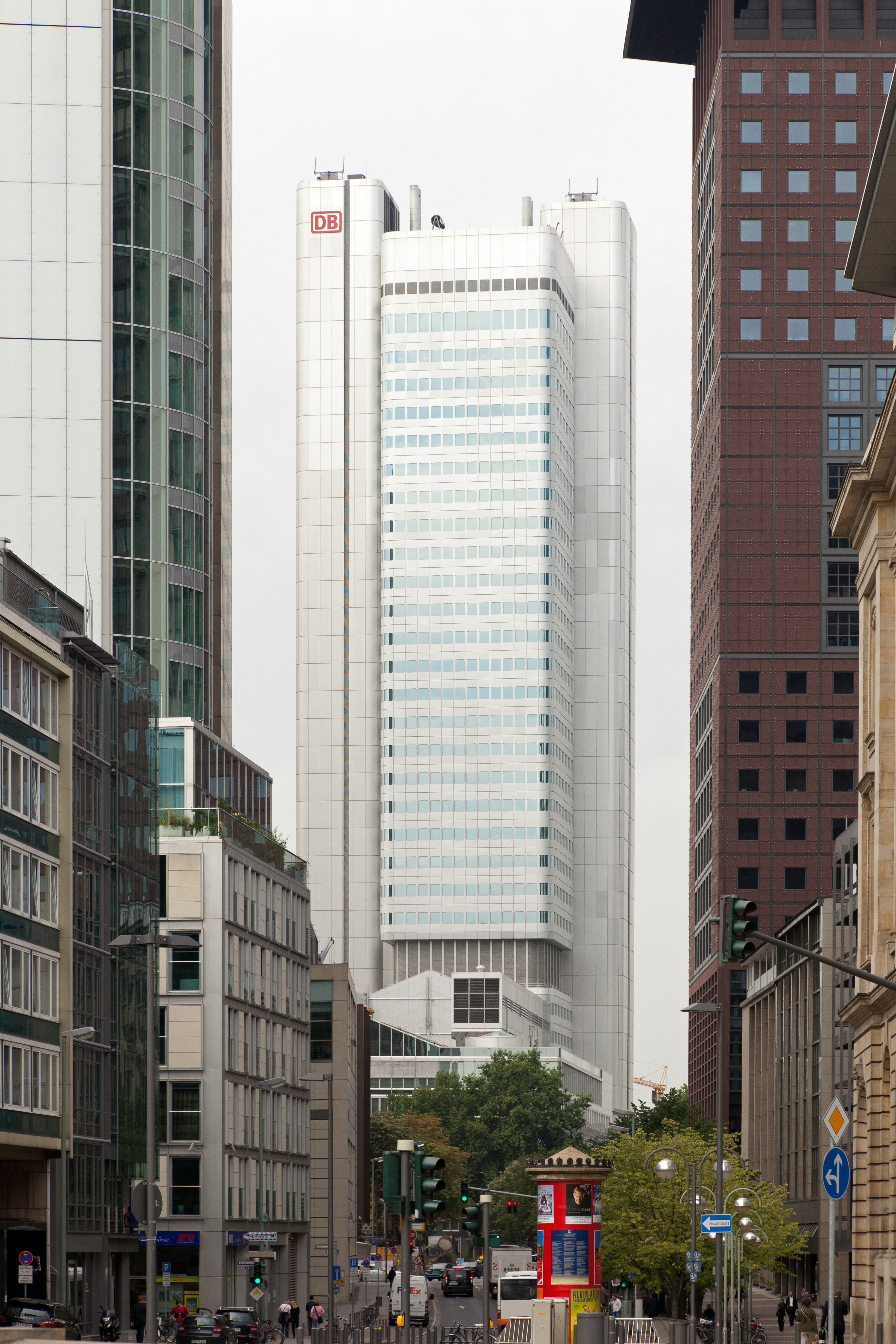
Ansicht vom Roßmarkt

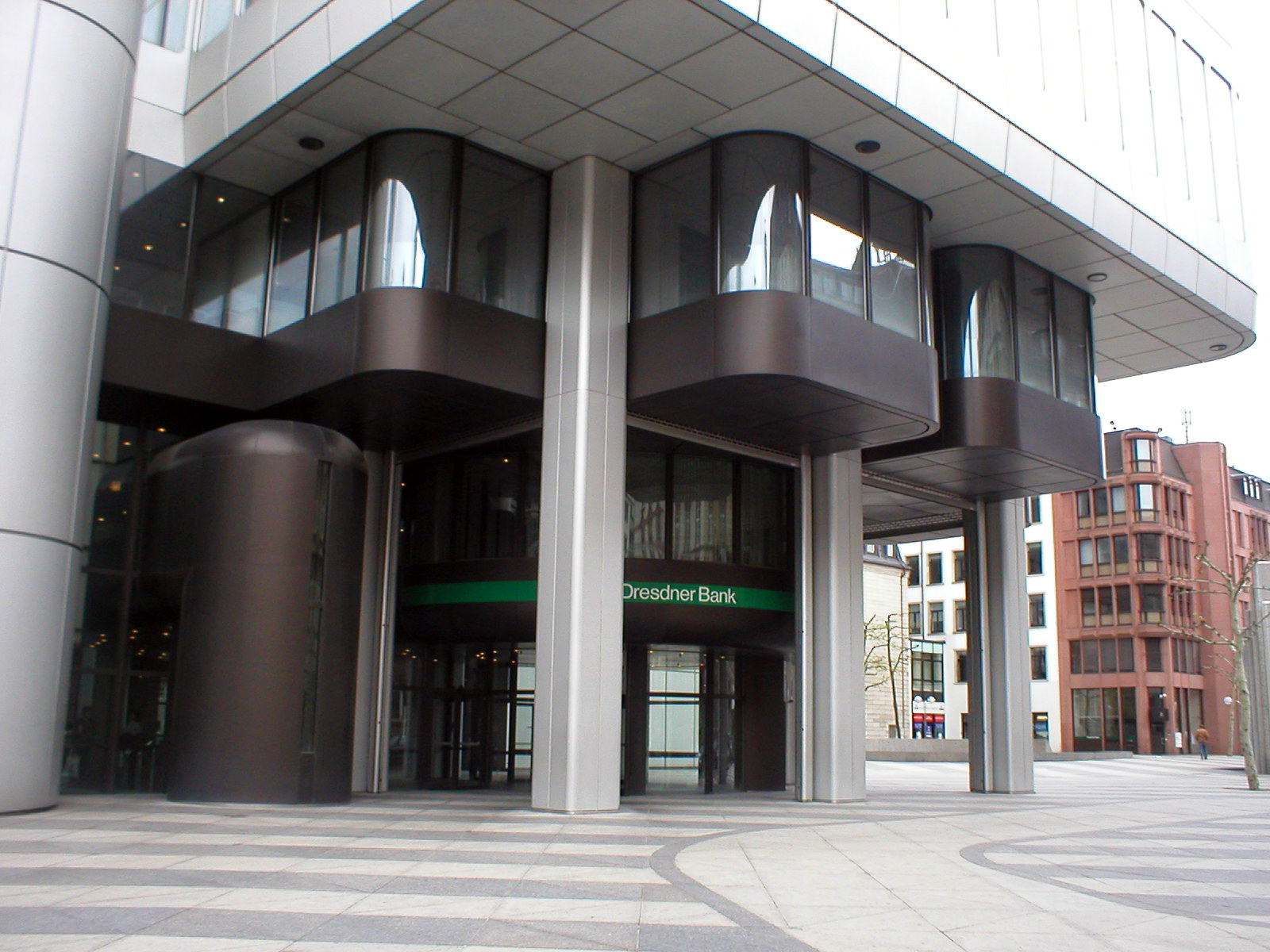
Eingang des Gebäudes als Zentrale der Dresdner Bank (um 2003)

Der Silberturm steht am Jürgen-Ponto-Platz, der sich zur Weserstraße und Kaiserstraße hin öffnet. Jürgen Ponto wurde 1969 Vorstandsvorsitzender der Dresdner Bank und am 30. Juli 1977 von Mitgliedern der RAF ermordet.
Von 1978 bis 2008 waren der Silberturm und das siebenstöckige Vorstandsgebäude Gallusanlage 8 zusammen die Konzernzentrale der Dresdner Bank; 2003 wurde zusätzlich das benachbarte Gallileo-Hochhaus bezogen. Das Vorstandsmitglied Manfred Meier-Preschany wurde mit der künstlerischen Ausgestaltung der Vorstandsetage beauftragt. Neben Werken der Dresdner Brücke-Künstler, von Max Beckmann, Arbeiten von Bauhaus-Meistern sowie Skulpturen von Calder und Moore erwarb Meier-Preschany auch die Plastik L’Homme qui marche I von Alberto Giacometti. Sie wurde im Februar 2010 im Auftrag der Commerzbank für umgerechnet 75 Millionen Euro versteigert.
Im Zuge der Übernahme der Dresdner Bank durch die Commerzbank Anfang 2009 plante diese, den Silberturm zu veräußern, da der Platz nicht mehr gebraucht wurde. Da ein Verkauf des Gebäudes, das seinerzeit vermutlich 200 Millionen Euro wert war, während der Finanzkrise nicht möglich erschien, wurde das komplette Hochhaus im Sommer 2009 langfristig an die Deutsche Bahn vermietet. Zusätzlich mietete die Bahn auch das verbundene Gebäude Gallusanlage 8; das Gallileo-Hochhaus nutzt die Commerzbank dagegen weiterhin.
Zum Jahresende 2008 zogen die Mitarbeiter der Dresdner Bank aus dem Silberturm aus; Anfang 2009 wurde mit einer Komplettsanierung durch die Frankfurter Architekten Schneider+Schumacher begonnen, um die Büroflächen zu modernisieren sowie den Energieverbrauch und den Kohlendioxidausstoß um ein Drittel zu reduzieren und aktuellen Brandschutzvorschriften nachzukommen.
Die Commerzbank strebte ein Zertifikat der Deutschen Gesellschaft für nachhaltiges Bauen in Silber an. Die charakteristische Fassade des Turms bleibt erhalten. Anfang 2009 wurde mit der Entkernung des Gebäudes begonnen, zum Jahresbeginn 2010 mit dem Fassadenaustausch.
Anfang November 2011 teilte die Commerzbank den Verkauf des Gebäudes an eine Investorengemeinschaft unter Führung der Bonner Immobiliengesellschaft IVG Immobilien mit. Am 16. Februar 2012 wurde der Silberturm nach Renovierungsarbeiten symbolisch an den neuen Eigentümer IVG Immobilien und den Mieter Deutsche Bahn übergeben, wobei auch erstmals offiziell die Bezeichnung „Silberturm“ für das Hochhaus verwendet wurde. In der ersten Jahreshälfte 2012 verlegte die Bahn-Tochter DB Systel ihren Hauptsitz in das Gebäude. Für die schonende und energetische Komplettsanierung des Gebäudes erhielt die Commerzbank 2012 das Zertifikat in Silber der DGNB; Drees & Sommer begleitete den Zertifizierungsprozess.
Im Januar 2015 verkaufte IVG den Turm und das direkt angrenzende ehemalige Vorstandsgebäude der Dresdner Bank an ein Konsortium unter Führung der Samsung SRA Asset Management.

## Konstruktion

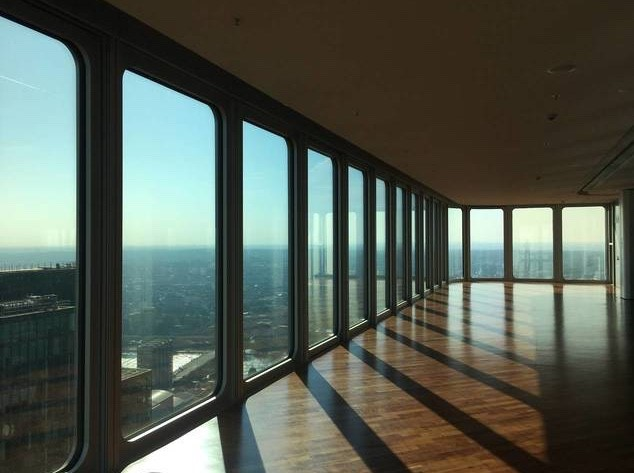
Blick aus dem 31. Stockwerk des Silberturms

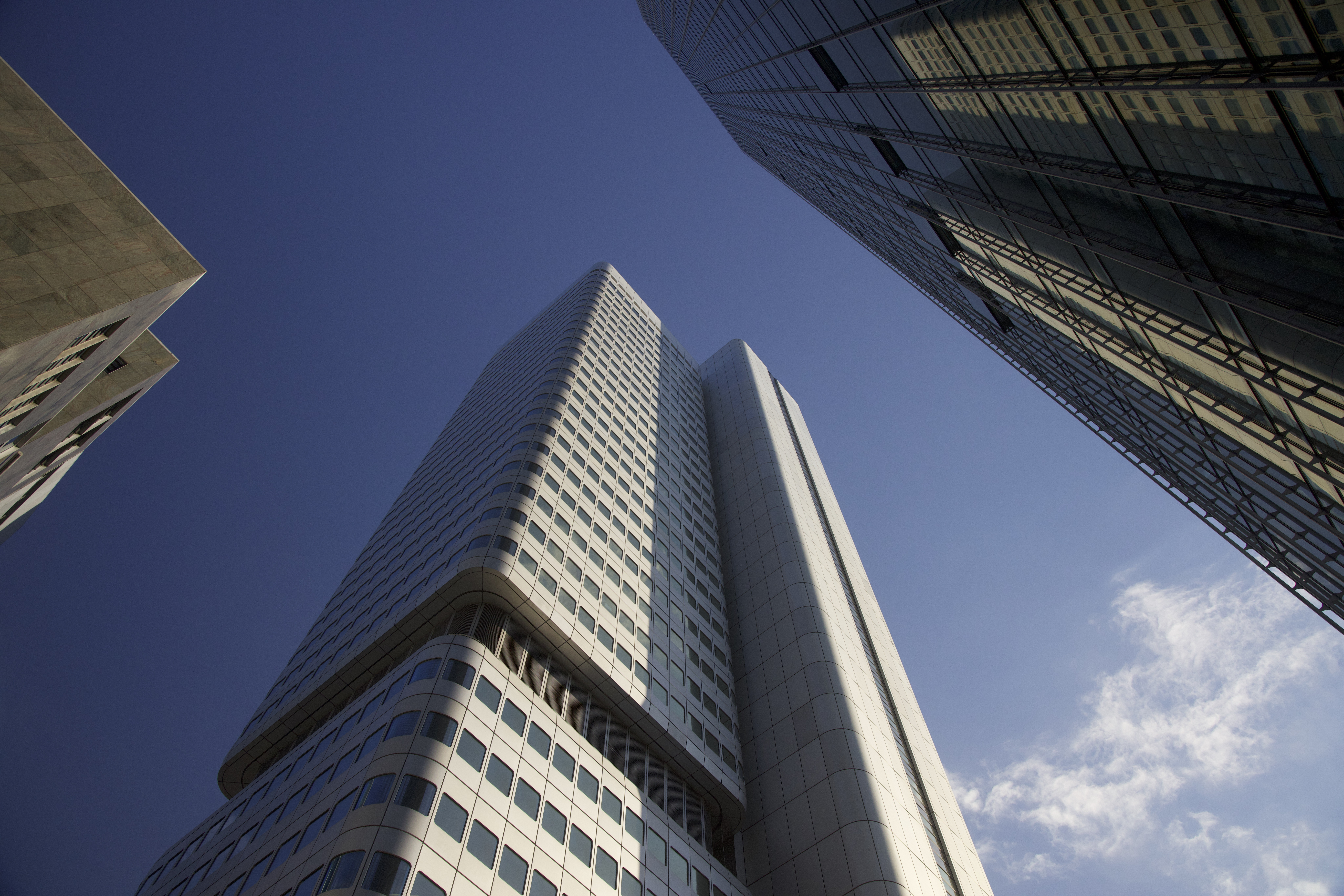
Froschperspektive auf den Silberturm (2022)

Das vom Frankfurter Architekturbüro ABB Beckert und Becker entworfene Hochhaus hat zwei Untergeschosse und 32 Obergeschosse. Im dritten und vierten Geschoss befand sich bis 2008 und befindet sich heute wieder die Mitarbeiterkantine. Das 31. Geschoss beherbergte bis 1994 ein feuerschutzrechtlich vorgeschriebenes Wasserreservoir, das auch als Schwimmbad genutzt wurde. Vor einigen Jahren erfolgte der Umbau zu einem großen Konferenzraum. Die Fenster reichen dort von der Decke bis zum Fußboden. Das 32. Geschoss wurde bei einem Feuer am 1. April 1998 teilweise zerstört.
In den Regelgeschossen beträgt die Geschosshöhe 4,2 m bei einer Geschossfläche von 1900 m². Gegründet ist das Hochhaus auf einer 4,0 m dicken und 3400 m² großen Stahlbetonplatte. Im Grundriss besteht das Hochhaus aus zwei großen, abgerundeten Quadraten, die in Längsrichtung um einige Meter versetzt angeordnet sind. In den so gebildeten Nischen befindet sich auf jeder Seite jeweils ein längliches abgerundetes Rechteck, in dem sich die Versorgungskerne (Aufzüge, Nottreppenhäuser) befinden. Das Thema der abgerundeten Ecken findet sich im ganzen Gebäude wieder: bei den Fenstern und bei tragenden Säulen und Hinweisschildern im Inneren.

## Sonstiges
Das Gebäude diente 1984 als Kulisse für den deutschen Spielfilm Abwärts. In den Anfangsszenen ist auch das – mittlerweile nicht mehr vorhandene – Schwimmbad zu sehen. Aus dramaturgischen Gründen wurden dem Gebäude vierzig Etagen zugeschrieben, also acht Etagen mehr als in der Realität.